# 茨城県道355号東楢戸真瀬線

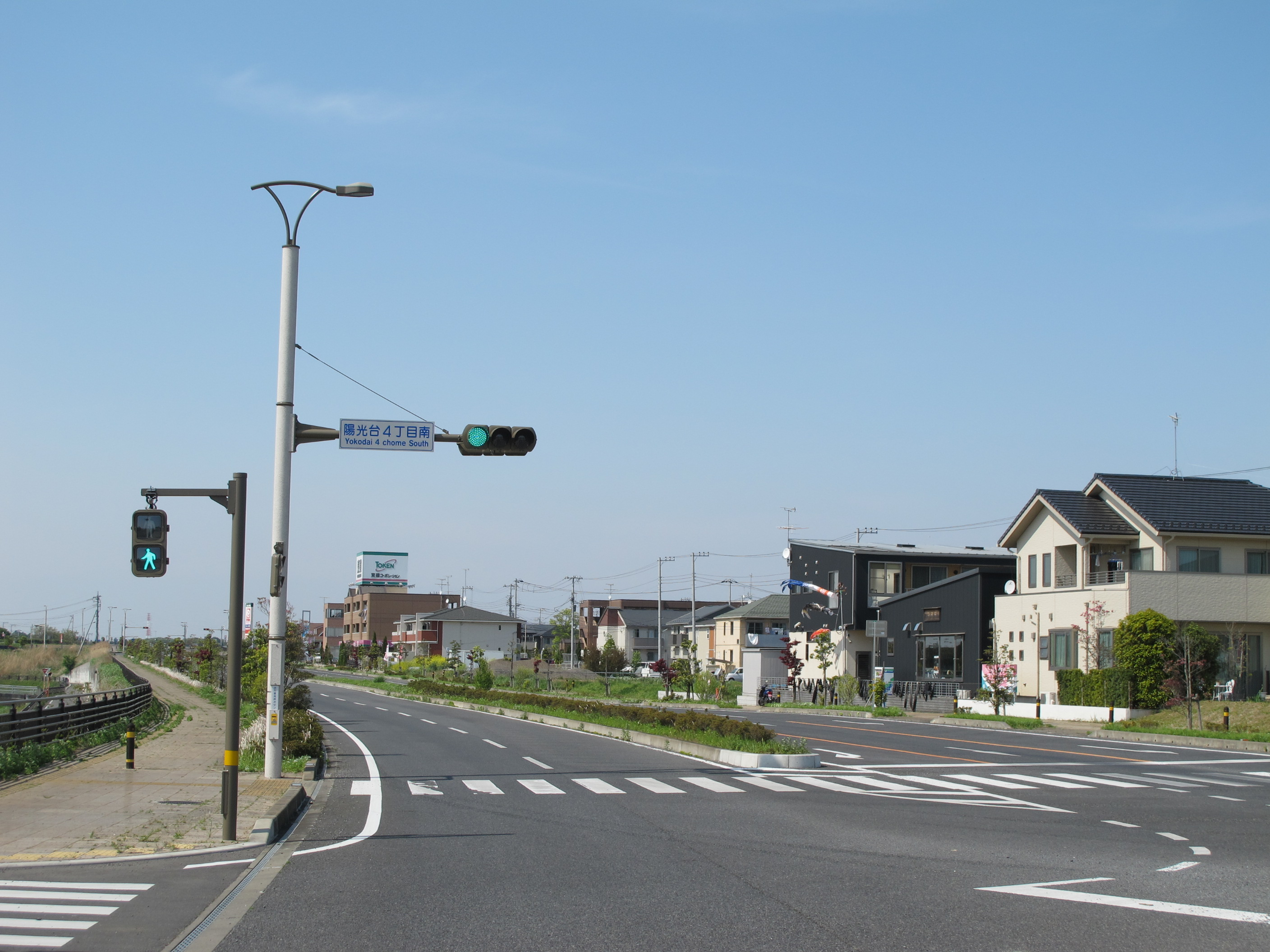
茨城県道355号東楢戸真瀬線
つくばみらい市陽光台4丁目南交差点・起点（2014年4月）

茨城県355号東楢戸真瀬線（いばらきけんどう355ごう ひがしならどませせん）は、茨城県つくばみらい市から同県つくば市までを結んでいる県道である。都市計画道路の名称としては「東楢戸台線」。都市軸道路の一部を構成する。2024年（令和6年）7月に全線で供用を開始した。ただし2024年（令和6年）現在開通している都市計画道路東楢戸台線のうち一部区間（暫定2車線区間）は県道認定の対象外で、市道として開通している（後述）。

## 概要
- 起点：茨城県つくばみらい市東楢戸字小目作177番3地先[1]（陽光台4丁目南交差点）
- 終点：茨城県つくば市真瀬字西原1513番80（真瀬入口交差点）[2]
- 総延長：1.580 km[3]
- 重用延長：0.052 km[3]
- 未供用延長：なし[3]
- 実延長：1.528 km[3]
- 自動車交通不能区間延長[注釈 1]：なし[3]

## 歴史
合併市町村幹線道路緊急整備支援事業を活用して、つくばみらい市のまちづくりや、つくば市との広域的な交通ネットワークを形成する道路として、茨城県が整備支援を進める都市計画道路で、1995年（平成7年）8月24日、新たな県道として筑波郡谷和原村大字東楢戸を起点とし、つくば市大字真瀬を終点とする区間を本路線とする県道東楢戸真瀬線として茨城県が県道路線認定した。2005年から順次開通が進められ、2024年（令和6年）7月に都市計画道路東楢戸台線の全線で供用を開始した。

### 年表
- 1995年（平成7年）8月24日：東楢戸真瀬線（整理番号355）として路線認定[5]。
- 2005年（平成17年）8月4日：道路の区域の一部（筑波郡谷和原村大字東楢戸から同郡同村大字田まで、延長1.613 km）が決定する[1]。
- 2005年（平成17年）8月6日：筑波郡谷和原村大字東楢戸から同郡同村大字田まで（現・陽光台）の区間（延長1.613 km）が開通する[6]。
- 2017年（平成29年）1月23日：午後4時、つくばみらい市田村から同市台（県道赤浜谷田部線（旧国道354号）交点）までの区間（延長約2.9 km）が開通。ただし、この区間はつくばみらい市道（都市計画道路東楢戸台線）として整備されたものであり、[7]県道区間として含まれていない。
- 2022年（令和4年）2月28日：つくばみらい市台 - つくば市真瀬（真瀬入口）の延長663 m区間を道路区域に追加[2]。
- 2024年（令和6年）7月10日：つくばみらい市台 - つくば市真瀬（真瀬入口交差点）の延長663 m区間が開通[8][9]

## 路線状況
つくばみらい市東楢戸（起点）からつくば市真瀬（終点）までの全区間のうち、県道の道路区域に指定されているのは、つくばみらい市東楢戸（起点：陽光台4丁目南交差点） - つくばみらい市富士見ヶ丘一丁目の約1.56 km区間と、つくばみらい市台 - つくば市真瀬（終点：真瀬入口交差点）の0.66 km区間である。その中間の延長道路であるつくばみらい市富士見ヶ丘一丁目 - 台の区間は、つくばみらい市道として整備された街路（都市計画道路）で県道の指定を受けていない。
道路法の規定に基づき、以下の区間は緊急輸送道路として機能を維持するため、災害発生時の被害拡大防止を目的に道路用地内に新たに電柱を建てることが制限されている。
- つくばみらい市陽光台四丁目（県道野田牛久線交差：陽光台4丁目交差点） - つくばみらい市富士見ヶ丘一丁目（つくばみらい市道交差）[10]

また道路法の規定により、県道の管理に関する協議で、下記の区間は、つくばみらい市が道路を管理することで県と合意している。
- つくばみらい市台字宝木山下2072番地先 - つくばみらい市台字苗代山1000番4地先（2024年7月10日 - ）[11]

### 道路施設
- 天王原橋（つくばみらい市紫峰ヶ丘 - 同市富士見ヶ丘）

## 地理

### 通過する自治体
- 茨城県
  - つくばみらい市 - つくば市

### 交差する道路
- 茨城県道・栃木県道45号つくば真岡線バイパス（つくば市真瀬入口交差点）
- 国道354号バイパス（つくば市真瀬入口交差点）
- 茨城県道133号赤浜谷田部線（つくばみらい市台）
- 茨城県道3号つくば野田線（つくばみらい市陽光台四丁目北部で交差）
- 茨城県道46号野田牛久線バイパス（つくばみらい市陽光台四丁目南部で接続）

### 沿線
- つくばみらい市立富士見ヶ丘小学校（つくばみらい市富士見ヶ丘二丁目）
- ピアシティ富士見ヶ丘（つくばみらい市富士見ヶ丘一丁目）
- パナソニックホームズつくば工場（つくばみらい市台）